# Flabellina alternata
Espèce
Flabellina alternata est une espèce de nudibranches de la famille des Flabellinidae.

## Systématique
L'espèce Flabellina alternata a été décrite en 1998 par Jesús Ángel Ortea (d) et José Espinosa (d).

## Distribution et habitat
L'holotype de l'espèce Flabellina  alternata a été capturé à Morro dos Beados, Bahía de Corimba, en Angola. 
L'espèce n'est pas répertoriée ailleurs qu'en ce lieu. Le spécimen étudié a été collecté à un mètre de profondeur.

## Description
Le corps mesure jusqu'à 20 mm, peut-être plus. La coloration générale est rose ou violacée. Les longs tentacules oraux sont d'une couleur similaire jusqu'au tiers distal qui est blanc. La queue est courte. Les cérates sont regroupés en neuf bouquets ; parmi ceux-ci, au moins les quatre premiers sont situés sur un pédoncule commun. Les cérates sont orange vif sur les deux tiers inférieurs, puis tirent vers le rouge ; l'apex est blanc. Les rhinophores sont annelés, un trait seulement partagé avec F. dushia parmi les espèces de l'Atlantique et des Caraïbes. Les rhinophores sont violacés, l'apex est blanc. La région postérieure des rhinophores est parcourue d'une alternance d'anneaux complets et incomplets

## Étymologie
L'épithète spécifique « alternata » renvoie à l'alternance d'anneaux complets et incomplets sur les rhinophores de l'animal.